# Radoslav Zabavník
Radoslav Zabavník (* 16. September 1980 in Košice, Tschechoslowakei) ist ein ehemaliger slowakischer Fußballspieler. Als Defensiv-Allrounder war er vielseitig in der Abwehr einsetzbar.

## Karriere

### Vereine
Von Juli 2002 bis 2004 spielte Zabavník für MŠK Žilina, von Sommer 2004 bis Ende 2005 für ZSKA Sofia. Von Januar 2006 bis Dezember 2007 war er für den tschechischen Verein Sparta Prag tätig.
Zabavník absolvierte Anfang Januar 2010 beim 1. FC Nürnberg ein Probetraining. Ein Vertrag kam nicht zustande, da Trainer Dieter Hecking Zabavníks Stärken auf der Außenbahn sah, auf der kein Bedarf bestand. Daraufhin wechselte er am 1. Februar 2010 zum 1. FSV Mainz 05. Mit dem Verein erreichte er in der Saison 2010/11 den fünften Rang und somit die Europapokalplätze. Nach der Saison 2012/13 erhielt Zabavník keinen neuen Vertrag in Mainz.
In der Sommerpause 2013 verpflichtete der SV Sandhausen Zabavník. Der Vertrag wurde nach einem Jahr wieder aufgelöst, ohne dass Zabavník ein Spiel bestritten hatte.

### Nationalmannschaft
Zabavník spielt seit 2003 für die Slowakische Fußballnationalmannschaft und qualifizierte sich mit dieser 2009 für die WM 2010. Er wurde von Nationaltrainer Vladimir Weiss in den slowakischen Kader berufen und kam in der Gruppenphase beim 1:1 gegen Neuseeland sowie beim 3:2-Sieg im entscheidenden letzten Gruppenspiel gegen Italien und im Achtelfinale, in dem die Slowakei gegen die Niederlande ausschied, zum Einsatz.